# ROU 18 de Julio (DE-3)
El ROU 18 de Julio (DE-3) fue un destructor de escolta clase Dealey que sirvió en la Armada Nacional del Uruguay. Originalmente fue bautizado USS Dealey (DE-1006) y estuvo en la Armada de los Estados Unidos.

## Historia
Fue construido entre 1952 y 1954 por el Bath Iron Works Company en Bath, Maine. Se trataba del primer buque de escolta construido por este país después de la Segunda Guerra Mundial. Tenía 1450 t con carga ligera de desplazamiento —y 1914 t con carga plena—, 95,9 metros de eslora, 11,2 metros de manga y 4,2 metros de calado. Su propulsión se componía por dos calderas Foster-Wheeler y una turbina De Laval de 20 000 hp de potencia, desarrollando 25 nudos. Su armamento consistía en cuatro cañones Mk-33 de calibre 76 mm distribuidos en dos torres y dos lanzatorpedos triples Mk-32.
Su nombre recuerda al comandante Samuel David Dealey, quien falleciera al mando del submarino USS Harder, hundido el 24 de agosto de 1944 en Luzón, víctima de cargas de profundidad.
En 1962, participó del bloqueo contra Cuba por la crisis de los misiles.
Fue comprado por Uruguay el 28 de julio de 1972, quien lo bautizó «18 de Julio». Fue objeto de una serie de reparaciones en el Arsenal de Marinha de Río de Janeiro entre 1979 y 1980. Serviría en la Armada Nacional del Uruguay hasta 1991.
En julio de 1983, participó de la Operación Amigos 83, ejecutado en la costa uruguaya junto al ROU Artigas y los buques brasileros Mariz e Barros, Maranhão y Bahia.